# Johannes Bohn (Mediziner)

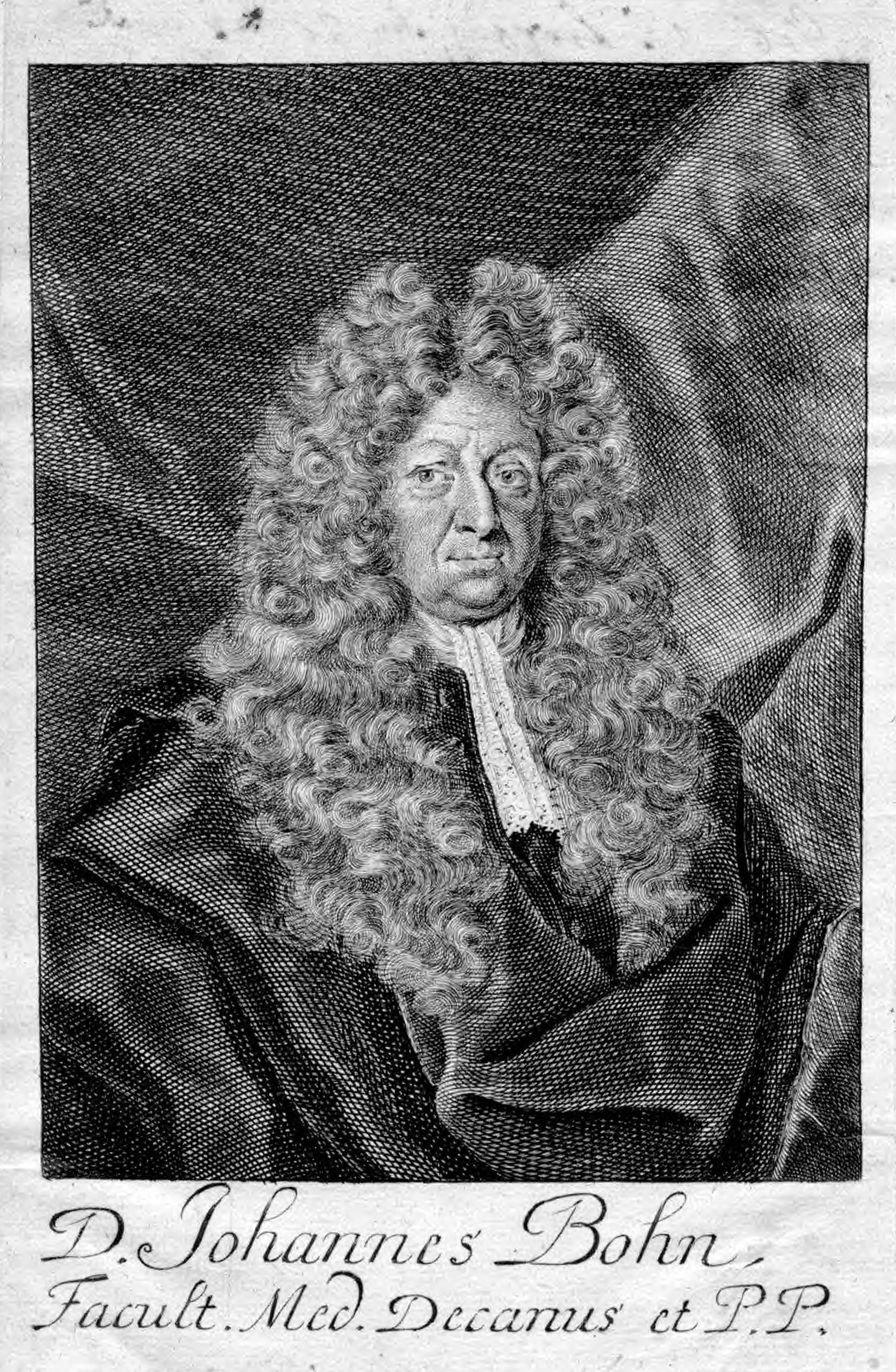
Johannes Bohn

Johannes Bohn (* 20. Juli 1640 in Leipzig; † 19. Dezember 1718 ebenda) war ein deutscher Arzt, Physiologe und Hochschullehrer für Anatomie, Chirurgie und Therapie, der vor allem durch seine Schriften zur Rechtsmedizin Bedeutung erlangte. Er war in den Jahren 1693 und 1694 Rektor der Universität Leipzig.

## Leben
Johannes Bohn wurde als Kaufmannssohn geboren und absolvierte sein Medizinstudium zwischen 1658 und 1663 an den Universitäten Leipzig und Jena. Seine anschließenden Reisen führten ihn nach England, Dänemark, Holland und Frankreich. Bohn wurde 1665 in Leipzig promoviert, seine Berufung zum Professor der Anatomie und Chirurgie erfolgte drei Jahre später. In Nachfolge des verstorbenen Gottfried Welsch wurde Johannes Bohn 1690 Stadtphysikus der Stadt Leipzig. Ein Jahr später erhielt er die angesehene Professur für Praktische Medizin und den Lehrstuhl für Therapie. Das Amt des Rektors der Leipziger Universität hatte Bohn in den Jahren 1693 und 1694, das des Dekans der Medizinischen Fakultät von 1700 bis zu seinem Tod inne.
Wie auch Gottfried Welsch setzte sich Johannes Bohn für die Sektion im Rahmen gerichtsmedizinischer Untersuchungen ein. Die Bezeichnung des jungen Faches als Medicina forensis geht auf Bohn zurück. Bohn verfasste zahlreiche wissenschaftliche Schriften, die allerdings teilweise – seinem Willen gemäß – vor seinem Tod am 19. Dezember 1718 verbrannt wurden. Neben rechtsmedizinischen Abhandlungen, in denen er u. a. eine Unterscheidung letaler Wunden vornahm, beschäftigte er sich auch unter anderem mit der Physiologie des Blutkreislaufes.

## Werke (Auswahl)
- De Alkali et Acidi insufficienta pro principiorum corporum naturalium munere gerendo. Leipzig 1675.
- Dissertationes chemico-physicae. Leipzig 1685.
- Meditationes physico-chemicae de aeris in sublunaria influxu. Leipzig 1678.
- De duumviratu hypochondrium. Leipzig 1689.
- Observatio atque experimenta circa usum spiritus vini externum in haemorragiis sistendis. Leipzig 1683.
- Exercitationes physiologicae. Leipzig 1668–1680.
- De officio medici duplici, clinici nimirum ac forensis. Leipzig, 1689.
- De renunciatione vulnerum seu vulnerum lethalium examen. Gleditsch, Leipzig 1689.
- Circulus anatomico physiologicus seu Oeconomia corporis animalis. Leipzig 1710.
- Appendix Processuum Chymicorum in J. F. Vigani Medullam chymiae. 1718. Digitalisierte Ausgabe der Universitäts- und Landesbibliothek Düsseldorf